# 巴布薩族

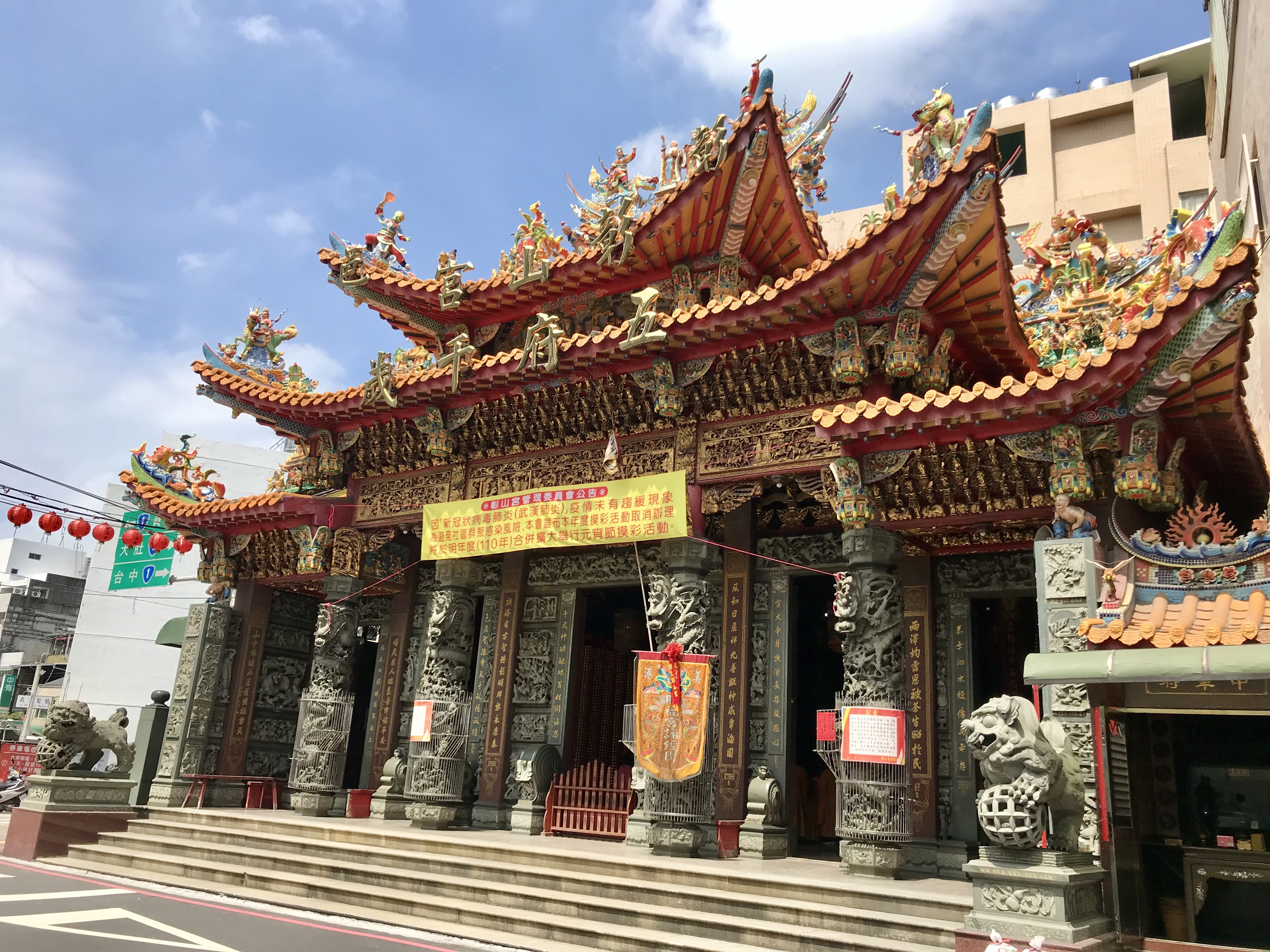
彰化市番社王爺宮

巴布薩族（巴布薩語：Babuza, Hinapavosa, Poavosā），為台灣平埔原住民，即荷蘭人所稱的費佛朗（Favorlang），主要居住在大肚溪以南至濁水溪之間的海岸區域，包括彰化平原地帶。在平埔原住民清道光三年（1823年）受邀入墾埔里後，陸續有族人移入埔里，於埔里北門里梅仔樹腳及埔里籃城里東螺尙有聚落。現存屬於彰化地區的《虎尾壟語詞典》，於1650年由荷蘭宣教師吉爾伯特斯·哈帕特以荷蘭文編寫。

## 名稱
「巴布薩」主要音譯自族語稱呼「Babuza」。
「猫霧捒」則來自廣泛分布於今台中市市區南半部的猫霧捒社，日治時期乃至戰後的學者常因猫霧捒社（巴布拉語：Babusaga）的台語發音「bâ-bū-sak」而將其視為巴布薩族，甚至以「猫霧捒族」來對譯「Babuza」一詞。並將猫霧捒社錯誤的歸入巴布薩族之中。然而現代學者簡史朗從語言證據以及猫霧捒社番曲指出猫霧捒社並非巴布薩族，而是巴布拉族（Papora）。

## 聚落
巴布薩族主要居住在大肚溪以南至濁水溪之間的海岸區域，包括彰化平原和台中盆地西南邊緣地帶。重要聚落有東螺社、西螺社、二林社、眉里社、半線社、柴仔坑社、阿束社等。各社中除東螺社部分移住宜蘭外，其餘都於清代道光年間陸續遷至埔里。
- 馬芝遴社（彰化縣福興鄉）
- 眉裡社（彰化縣溪州鄉）
- 大武郡社（彰化縣社頭鄉）
- 大突社（彰化縣溪湖鎮）
- 半線社（彰化縣彰化市）
- 柴仔阬社（彰化縣彰化市）
- 阿束社（Asoso，原彰化縣和美鎮，1718年大洪水後遷彰化縣彰化市）
- 二林社（彰化縣二林鎮）
- 東螺社（Dabale-Boatao，彰化縣埤頭鄉，後移居南投埔里Taoparī）[6]
- 西螺社（Sailei，雲林縣西螺鎮）
- 虎尾壠社（雲林縣虎尾鎮、土庫鎮一帶）

現林仔城（埔里鎮籃城）、恆吉城（埔里鎮恆吉城）等聚落尚存。

## 歷史
巴布薩族與鄰近的安雅、拍瀑拉族混居，因此對於巴布薩族的記載和了解十分地模糊。關於巴布薩族的記載可參見《番俗六考》、《番社采風圖考》、《重修鳳山縣志》。巴布薩族居住於彰化平原和台中盆地西南邊緣地帶，在明代已有漁獵粗耕的農業社會形態。重要聚落包括東螺社、西螺社等；因受漢人移民影響，各社於清道光年間被迫陸續遷移至南投埔里。巴布薩語發音的地名，可能之例為鹿港，有認為鹿港是Rokau-an一音的轉譯。另依中國學者認為：漢人本位的政治角度兼顧統一目的的論述，以往漢人稱為「流求」「琉球」或為巴布薩語的直譯，可證明台灣就是古代中國所稱的流球。本地另如西螺、芳苑、民雄等地名都是巴布薩語演變而來，為歷史留下了最好的見證。
伊能嘉矩的資料上記載，在埔里東螺社的巴布薩族人，知道其原有語言的不多，即使有人記得，語詞也有限，但其語言特色是促音用得很多。在風俗方面，都已漢化了，只有女子仍保留熟番的髮式。在清代因族內的青少年腳力好，跑起來好像施展輕功一般，速度極快，所以當時駐台的清代政府機構常雇用他們來傳遞公文。
巴布薩族的經濟生活以狩獵為主，簡單的農產及捕魚為輔，但仍需要休耕來維持土地的肥沃度。以南屯為居的巴布薩族，其經濟活動則處於維生經濟的階段，對土地已有若干程度的開墾。在1684年（清康熙年間）漢人大量開墾後，因所居地位居彰化平原進入台中盆地的要衝，因此打造犁頭與農具的店鋪雲集，形成販賣農具和農產品交易中心，“犁頭店街”的聲名遠播，進而發展為台中盆地最早的聚落。

## 飲食
十六世紀和漢族接觸後，巴布薩族逐漸採納漢民族的灌溉水稻種植法，讓原本用來釀酒的稻米成為主食。巴布薩族也逐漸捨棄原有的游耕與遷村，改為定耕，農耕時也會使犁、鋤頭等農具以及飼養牛隻作為耕作的力役。巴布薩族不食牛及犬肉，有飲酒的習慣。巴布薩族有取海水曬乾製鹽的習慣，色黑味苦，稱『幾魯』。但由於製鹽的品質不佳，因自荷西時期起，大多是和漢人交易取得。

## 衣著服裝

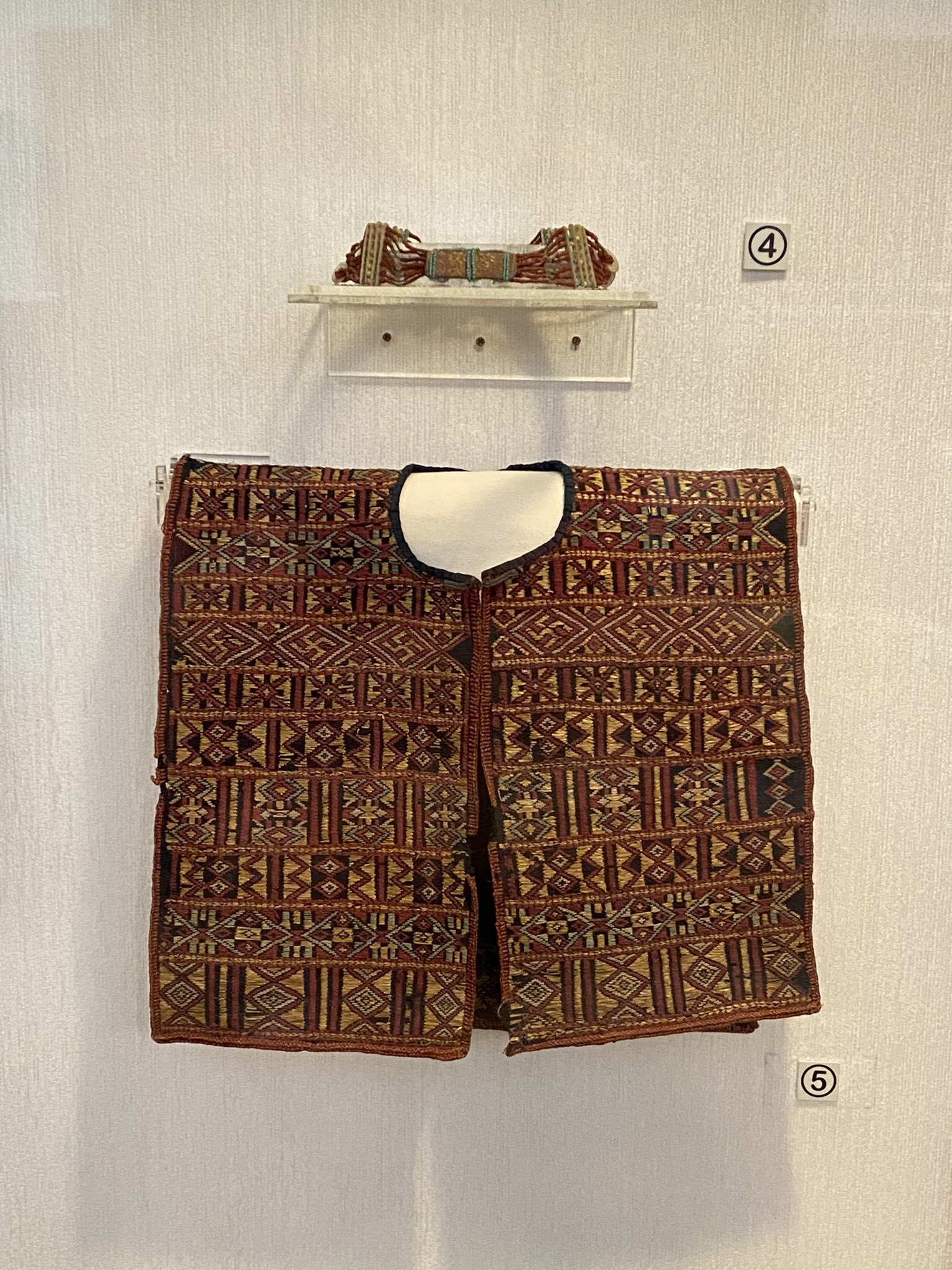
串珠頭冠和木槲草織花短衣

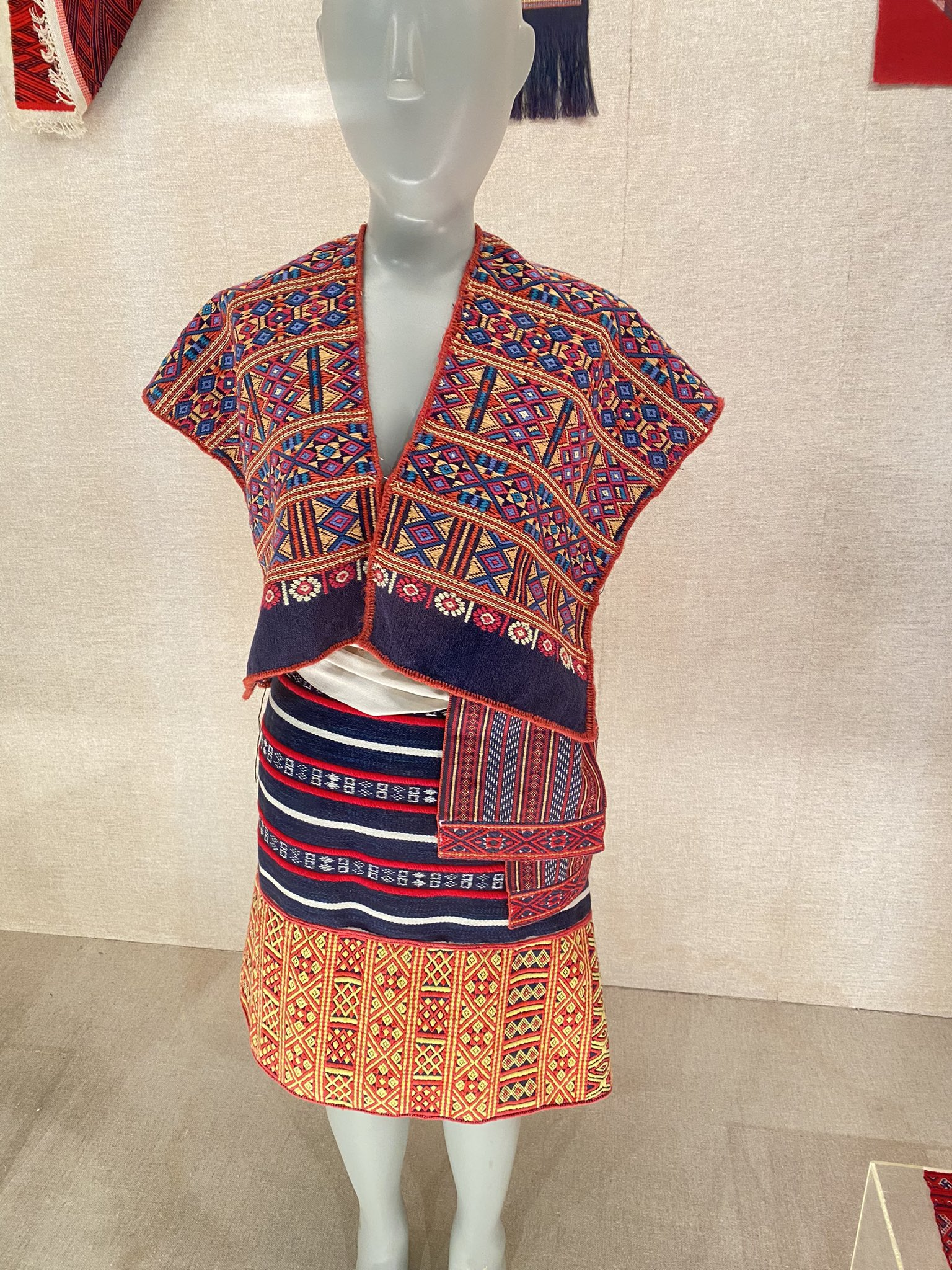
巴布薩族服飾

巴布薩族夏天會以麻片為衣，因其涼爽且便於渡水。在髮型上巴布薩族有立髮的習慣，頂髮分兩邊，將兩髻梳結，稱為『對對』。女子有紗頭箍，稱為『苔苔悠』，婦女配戴珠串，名為『麻海譯』。
東螺社於農曆八月十五夜晚以家族為單位，舉行祭祖儀式，至今後代族人仍然會在傳統日期於家中進行傳統祭祖儀式。每年農曆二月間，巴布薩、巴布拉與洪雅諸族會舉行換年儀式。男女皆披紅襖或以錦繡製成的衣物，稱『色練』。數十人挽手而歌，且歌聲婉轉哀戚。而農作在農曆七月收成間各族也會舉辦收穫祭。

## 婚俗
巴布薩族以入贅及娶妻兩者兼行，但以入贅為主要方式且有自幼訂婚的習俗。巴布薩族娶妻方式為男方給予女方聘禮，且於結婚當天男女雙方並坐杵臼上，將新婦娶進門。婚嫁時新娘會戴嵌有蛤圈即燒石珠及插有雉尾羽的頭飾，稱為『搭搭干』。

## 祭典
每年農曆二月間，巴布薩、巴布拉與洪雅諸族會舉行換年儀式。男女皆披紅襖或以錦繡製成的衣物，稱『色練』。數十人挽手而歌，且歌聲婉轉哀戚。而農作在農曆七月收成間各族也會舉辦收穫祭。

## 參照
1. ↑  伊能嘉矩著, 森口恆一編著, "伊能嘉矩蕃語調查ノート" ISBN 9784938718862, 風響社, 1998.
2. ↑  伊能嘉矩著, 森口恆一編著, "伊能嘉矩蕃語調查ノート" ISBN 9784938718862, 風響社, 1998.
3. ↑  李壬癸. . 前衛出版社. 2011-01: 272–273. ISBN 978-957-801-660-6.
4. 1 2  簡史朗.  (PDF). 國立政治大學. 2016  [2022-03-28]. （原始内容 (PDF)存档于2022-04-03） –政大機構典藏.
5. ↑  清水純; 李文茹. . 台灣文獻. 2010, 61 (4).
6. ↑  林昌華. . 臺灣原住民歷史語言文化大辭典. 2011  [2011-11-23]. （原始内容存档于2013-12-19）.
7. ↑  杜正勝（題解）. . 中央研究院歷史語言研究所. 1998.
8. 1 2 3  黃叔璥. .

## 外部連結
- 中央研究院平埔文化資訊網 （页面存档备份，存于）
- 中央研究院南島語數位典藏
- 中央研究院語言學研究所 （页面存档备份，存于）
- 台灣大百科全書
- 番社采風圖 （页面存档备份，存于）
- 重修鳳山縣志 （页面存档备份，存于）